# Myrmecomelix
Myrmecomelix és un gènere d'aranyes araneomorfes de la subfamília Erigoninae, dins de la família Linyphiidae. Es pot trobar al Perú i l'Equador.
Fou descrit per primera vegada per Norman I. Platnick l'any 1993.
És sinònim del gènere Myrmecoxenus Millidge, 1991

## Llista d'espècies
Segons The World Spider Catalog 12.0:
- Myrmecomelix leucippus Miller, 2007 – Perú
- Myrmecomelix pulcher (Millidge, 1991) (Espècie tipus) – Equador, Perú